# Друга пољска република
Шаблон:Мало унутрашњих веза
Друга пољска република (1918—1939) је у то време била друга словенска држава по величини; заузимала простор од 388.000 km² и бројала преко 32 милиона становника. Дужина граница Пољске износила је 5.534 km, од којих једва 140 km. је припадало морској обали (Балтичко море).
Пољска се граничила са истока са Совјетским Савезом, са запада са Немачком, на југу са Чехословачком и Румунијом, a на северу са Летонијом и Литванијом. Пољске земље заузимају западни део Сармачке низије у сливу Висле, Њемена и притока Дњепра. Само на југу диже се шумски ланац Карпата, који у западном делу — Татрама има карактер чисто алпински.
Становништво Пољске чинило је 69% Пољака, 13% Украјинаца, 8% Јевреја, 5% Немаца, и 5% Белоруса.
Од становништва Пољске бави се пољопривредом 72,3%, рударством и индустријом 10% a трговином 3,7%. То све говори од колико је великог значаја пољопривреда у Пољској. Истовремено Пољска има јако развијену индустрију: Пољска је према томе пољопривредно-индустријска земља, са претежно земљорадничким елементом.
Престоница пољске државе била је Варшава (пољски: Warszawa), која има 1.178.000 становника, иза ње највећи град је индустријски центар Лођ (пољски: Łódź) са 605.000 становника. Изнад 100.000 становника имају Лавов (пољски: Lwów) — 316.000, Познањ (пољски:Poznań) — 247.000, Краков (пољски:Kraków) — 221.000, Вилњус (литвански: Wilno) — 196.000, Катовице (литвански:Katowice) — 127.000, Ченстохова (пољски:Częstochow) и Бидгошч (пољски:Bydgoszcz) по 118.000, Лублин — 113.000, Сосновјец — 109.000 становника.
Прираст становништва u Пољској је био један од највећих у Европи, и износио је око 1,8% годишње: број становника Пољске расте годишње око 500.000 становника.
Пољска је лежала на граници између Истока и Запада и представљала је типично транзитну земљу: као таква, Пољска нема природних граница. То је имало утицаја на историјски развитак пољске државе.

## Настанак државе
Године 1918. Пољска је, уз помоћ Енглеза и Француза, ослобођена. За добијање независне државе пољски народ има да захвали пре свега мучном и напорном животним раду највећег пољака тог времена, Јозефу Пилсудском (пољски: Józef Piłsudski). У данима најтежег ропства он је организовао пољске војне одреде, који су у тренутку, кад је букнуо рат, активно ступили у борбу за независност као Пољски легиони. Легиони у почетку малобројни, постали су зачетак пољске армије, која је постепено расла бројно и у снази и постала је главна гаранција за безбедност Републике. Пилсудског је цео народ сматрао за народног јунака и признавао га свуда као вођу пољског народа.

## Унутрашње уређење
Пољска је била демократска република.
Пољски устав је почињао речима:
Пољска је република. Суверена власт у пољској републици припада народу. Органи народа у законодавству су Сејм и Сенат, а у егзекутивној власти Председник републике са надлежним министарима, у правосуђу независни судови.
Сејм тј. посланичку кућу чине посланици, изабраних на 5 година после општег избора, тајних, непосредних, једнаких према принципима пропорционалне репрезентације. Активно и пасивно изборно право има сваки пољски држављанин, без разлике на пол, који има сва грађанска права, ако је навршио 25 година живота. Сејм броји 444 посланика.
Сваки законодавни нацрт, који Сејм одобри прегледа Сенат. Ако се Сенат у року од 30 дана не успротиви решењу Сејма, он постаје закон, који проглашава Председник Републике. Ако се Сенат успротиви, посланичка кућа мора још једанпут узети ствар у претрес, а поновна одлука Сејма је већ дефинитивна.
Сенат се састоао од чланова, који су се бирали из појединих округа (пољски: województwo) путем потсвојствених избора, при чему сваки административни округ чини један изборни округ. Укупан број чланова сената треба да је ¼ чланова сејма. Активно изборно право за Сенат припадало је сваком пољском ржављанину, који има сва грађанска права, ако је навршио 30 година, пасивно право, ако је навршио 40 година живота.
Председника републике бирају на 7 година обе куће заједно, ако народна скупштина, апсолутном већином гласова.
Значајан је био за Пољску члан устава који одређује ово:
Пољска не признаје никаквих привилегија, везаних с рођењем, или које потичу од становитих сталежа, никаквих грбова, ни племићких или сличних наслова, изузимајући научне и службене.
Егзекутивна власт је била у рукама Председника Републике, који именује владу у потпуном саставу, као и више чиновнике; он заступа државу споља, склапа међународне уговоре (уговоре финансијске, те оне које говоре о променама граница, морају бити ратификовани од стране Сејма, припада му право помиловања, а није одговоран за дела, која изврши за време вршења своје дужности. Председник Републике је врховни вођа оружане силе, али за време рата не може вршити дужност врховног команданта. Без дозволе Скупштине не може Председник Републике објављивати рат или склапати мир.
Пољска је имала 12 министарства: иностраних послова, војно, финансија, унутрашњих дела, рада и социјалне политике, пољопривреде, грађевина, саобраћаја, пошта и телеграфа, просвете те трговине и индустрије.
Посебан положај у организацији државних власти имала је Главна државна контрола, која је непосредно подређена Председнику Републике, као и Генерално Одветништво Републике, које има право да штити и заступа јавне и приватноправне интересе државе, те да даје правне савете државним властима и институцијама.
Основна управна јединица у пољској је био срез (пољски: starostwo) на челу којега стоји срески начелник (пољски: starosta), наименован од стране Министра унутрашњих дела; он је представник државне власти у срезу, а управу врши уз помоћ чиновника које именује министар, односно војвода (пољски: Wojewoda). У надлежности среског начелника спадају сви послови државне администрације осим војних, финансијских, саобраћајних и поштанско-телеграфских. Ове струке подређене су непосредно својим министарствима.
Пољска је била подељена на 16 административних округа (пољски: Województwa), — осим тога престоница Варшава (пољски: Warszawa) представља самосталну административну јединицу. На челу округа стоји војвода (пољски: Wojewoda), којега именује Председник Републике. У надлежности војводе, као и среског начелника, спадају сви административни послови, осим оних, који се тичу војне, судске, финансијске, школске, саобраћајне и поштанско-телеграфске струке. Струке поверене војводи подељене су на отсеке и ови одговарају појединим министарствима. Војвода врши у струкама, њему повереним, врховни надзор и посредује између административних органа прве институције и централних власти. Војводу помаже окружно веће (пољски: Rada Województwa).
Правац пољске политике у унутрашњости државе је позитиван рад за опште добро и подређивање интереса извесних група или појединаца животним интересима целе државе. Сем тога политика пољске државе тежила је да подмири, уколико може, потребе сваког грађанина и да подигне благостање свих становника. Најтешња сарадња државних власти са целокупним народом је темељ пољске државне идеје; најбољи пример те сарадње је недавни унутрашњи зајам, када су грађани Пољске, и поред огромне кризе, позвани од стране владе да упишу зајам за покриће дефицита у буџету у висини од 120 милиона злота, у току од неколико дана дали држави до диспозиције 350 милиона злота, омогућавајући на тај начин нормалну финансијску управу.
Пољски устав гарантује свим поданицима, без обзира на народност и веру, једнака права. Он каже: »Сваки држављанин има право да сачува своју народност, да негује свој језик и своје народне особине. Пољски држављани, који припадају националним, верским или језичким мањинама имају иста права као и остали држављани, да о свом трошку оснивају и надзиру добротворне, конфесионалне и социјалне заводе, да се у њима слободно служе језиком и да врше своје верске обреде.«
Како се види, либерални принципи, садржани у пољском Уставу, дају народним мањинама у Пољској Републици могућност, да се слободно развијају и да негују своје културно-националне особине.
Стабилизација унутрашњих прилика и стабилизација спољне и привредне политике — то је најважнији императив, који Пољска испуњава у својим радовима.
Пољска стоји на становишту, да је фундамент опстанка државе рационална међународна кооперација на политичком и привредном пољу. Пољска не признаје поделу народа на категорије великих и малих. Она тражи да сви народи, као једнаки са једнакима, сарађују са истим правима и да самостално одређују своја сопствена права.
Политика Пољске на међународном терену заснована је на жељи за миром и сарадњом са свима, али под условом, да питање граница Пољске не може никада бити питање погађања. Нема у Пољској ниједног човека, без обзира на његово политичко убеђење, који би допустио ма и дискусију по предмету уступања и најмањег комада пољске територије било коме. Рука која сегне за пољску земљу срешће се код Пољака са врло категоричким отпором, а свака дискусија по томе предмету са одговором: »дођи и пробај узети.«

## Привреда
У Пољској се налазило земље за обрађивање 37.860,000 хектара; тај простор је подељен на 3.262,000 газдинстава, а од тога је од 2-20 хектара — 3,156.000 газдинстава. То значи на је Пољска земља ситне пољопривредне сопствености. На основи закона о аграрној реформи постало је у послератном времену 605.000 нових насеља, осим тога наступила је комасација многих ситних пољопривредних газдинстава и мелиоразација пољопривредних газдинстава средње величине, поглавито у источним крајевима.
Продукција најважнијих пољопривредних артикала износила је (1931): пшенице — 22,6 милиона q, ражи 57 раил. q, јечма 14,8 мил. q, овса 23,1 мил. q, кромпира 310 мил. q, шећерне репе 28 мил. q.
Пољска је била један од најважнијих експортера цереалија.
Што се тиче одгоја стоке Пољска је заузимала иста тако важно место меду произвођачким и експортним државама. Са 6.018,098 комада свиња, чији је Пољска један од најглавнијих експортера, она заузима четврто место у свету; Пољска има даље 9.388,898 комада рогате марве (7 место у свету), 2,489.947 ком. оваца и 4.095,150 ком. коња. Најзад, већ неколико година, заузима Пољска Република прво или друго место у међународној трговини са јајима (експорт је износио 55.000 тона у 1930 години).
Важно је поменути још и прерађивачку индустрију пољопривредних продуката. У овој области прво место заузима шећерна индустрија, чија је продукција око 830.000 тона шећера годишње. Најзад долазе фабрике шпиритуса, млинови и пиваре. Поменимо на крају и индустрију за прераду меса и, нарочито фабрикацију бекона.
Према богатству у шумама Пољска заузима 6 место меду европским државама. Годишња продукција дрвета износи 21,5 мил. кубних метара, што Пољској допушта не само да лако задовољава своје потребе, него истовремено, да буде један од најважнијих експортера дрвета у свету. У ствари Пољска заузима у експорту дрвета међу европским земљама четврто место (после Русије, Финске и Шведске).
Важну улогу у организацији пољопривредног газдинства одигравају у Пољској пољопривредне задруге; број тих задруга износи 17.594.
Као што се види пољопривреда игра у економском животу пољске државе врло важну улогу. Та улога наилази на пуно разумевање у свим друштвеним слојевима, јер они знају, да благостање пољопривредника представља у исто време благостање свих других привредних грана.
Пољске земље поседују велика рудна богатства. Прво место заузима камени угаљ, чије су наслаге прорачунате на 62 милијарда тона. Просечна годишња продукција угљена износи око 40 милиона тона, од којих се 60% троши у земљи, а 40% извози у иностранство.
На подножју Карпата налазе се богата поља нафте; у експлоатацији има 2800 окана, која дају око 700.000 тона нафте годишње.
Од осталих рудних блага, која се налазе у Пољској, треба пре свега навести: гвоздене руде (око 650.000 тона годишње), цинкову руду (око 400.000 тона годишње), даље оловну руду, калијеве соли (годишња продукција око 300.000 тона), каинит, силвинит итд. Продукција камене соли износи преко пола милиона тона годишње.
Пољска индустрија, базирана на властитом, аграрном и рударском богатству, са изузетком текстилне индустрије, троши домаћу сировину, што јој у великој мери омогућава повољан развој, независан од страних сировина.
Фабричка индустрија у ослобођеној Пољској, и поред великих потешкоћа послератног доба, врло се повољно развијала, обухватајући све гране продукције: више скоро не постоји индустријски производ који се у Пољској не би могао израдити.
Пољска индустрија запошљава у 25.756 индустријских завода око 850.000 раденика.
Пољске топионице продуковале су у 1930 години — 700.000 тона непрерађеног гвожђа, 1,380.000 тона челика, а сем тога преко милион тона готових топионичких продуката,
Једна од највећих грана пољске индустрије јесте текстилна индустрија, како памучна, тако и вунена. Пољске предионице располажу са 2.718,000 вретена, а њихова продукција износи годишње око 131 милион кгр. предива. Пољске ткачнице 70.300 разбоја, а њихова продукција износи око 92 мил. кгр. Вредност продукције предива и тканина износила је 1929 године 2 милијарде злота (око 17 милијарда динара).
После текстилне индустрије долази на ред добро развијена метална индустрија. Израде пољске металне индустрије уживају врло добар глас, те стоје на високом нивоу.
Око 250 фабрика производи пољопривредне машине. Нарочиту пажњу заслужује индустрија железничког возног парка, која израђује локомотиве свих врста, путничка и теретна кола, специјалне танкове и хладњаче, трамвајска кола итд.
Осим тога у последње време основан је у Пољској читав низ нових грана индустрије, као продукција авиона, радио-апарата, аутомобила итд. Овде треба подвући факат, да пољске земље пре рата нису имале властиту електротехничку индустрију, док данас има ти Пољској 128 завода за израду електротехничких справа и машина.
Много пажње обратила је Пољска на развој хемијске индустрије, како у погледу полуфабриката, тако и у погледу готових артикала. Годишња вредност пољске хемијске индустрије износила је 1931 године већ 62 мил. злота.
Веома разрађена и модернизирана индустрија папира подмирује потпуно потребе домаћег тржишта (годишња продукција 138.000 тона папира и 29.000 тона картона). Свестрани развој показале су исто тако фабрике стакла, порцелана и фајанса.
Сразмерно са развојем ове индустрије, Пољска све више и више улази у ред држава, које се јављају и такмиче као добављачи индустријских производа на светским тржиштима.

## Поморство
Нарочиту пажњу обратила је Пољска Република на искоришћавање приступа мору. Пољска је схватила да као велика држава мора имати слободан излаз на море, мора имати властите луке и властиту трговачку флоту.
Пољска има једва 140 км. песковите обале. На тој обали, лишеној природних залива, приступила је 1924 год. градњи велике луке у рибарском сеоцету Гдињи (Gdynia). Од тог времена није прошло још ни 10 година, а на месту рибарских колиба стоје данас четворокатне куће, а мало сеоце је уступило место граду од прека 40.000 становника, пешчани залив претворио се у велико модерно пристаниште, највеће пристаниште свих словенских земаља.
Темпо развоја пристаништа у Гдињи показује факат, да је претовар 1924 год. у Гдињи износио једва 16.000 тона, а у 1932 г. преко 5.500,000 тона.
Савремена Пољска је на неприступачној обали Балтичког мора показала, да уме да приводи у дело. своје намере, да уме да ради интензивно и консеквентно, нарочито, када је у питању заштита њених виталних интереса.
Данас већ 68% пољске иностране трговине иде морским путем преко сопствених пристаништа.
Пољска трговачка флота расте из године у годину, а пољска застава појављује се све чешће у свим деловима света.

## Просвета
Схватајући тачно значај просвете за развој државе и народа, Пољска је посветила много пажње развоју школа, које су биле у доба ропства од стране завојевачких држава намерно занемарене.
Пољски Устав увео је обавезну основну наставу за све становнике државе.
Број основних школа у Пољској износио је у школској години 1931/32 — 26.539 у којима је 74.329 учитеља учило 3.239,900 деце. Поред пољских школа има око 4.000 основних школа за друге народности. Од сваких сто деце у школским годинама посећује у Пољској већ 91 основну школу.
Средњих општеваспитних школа имала је Пољска у 1931/32 укупно 743, наставника 10.752, ученика око 205.000, од којих око 40% ученица. Сем средњих школа опште васпитног карактера Пољска има велики број стручних школа. Наставници основних школа васпитавају се у преко 200 наставничких семинара
Пољска има 5 државних Универзитета (у Варшави, Кракову, Познању, Вилну и Лавову), приватни Универзитет у Лублину, и Слободну високу школу Варшави. Виших техничких школа има у Пољској две (Варшава и Лавов), даље Главну пољопривредну школу у Варшави, Ветеринарску академију у Лавову, Рударску академију у Кракову, Трговачке академије у Варшави, Познању, Кракову и Лавову, најзад Уметничке академије у Кракову и Варшави.
Општа фреквенција виших школа у Пољској износила је у 1931/32 год. 48.000 слушалаца, од којих 14.000 женских; огромна већина (око 75%) посећује универзитете.
Оцењујући огроман значај просвете ван школе, Пољска поклања велику пажњу културном развоју широких слојева становништва, помоћу курсева за аналфабете, предавања, народних представа, библиотека и читаоница, народних домова итд. Чак се и у војсци спроводи систематски просветни рад; у пољској војсци постоје специјални просветни курсеви, којима се сваке године користи око 100.000 војника. Војни одсеци имају око 1.100 библиотека са преко 525.000 књига.
О развоју научног стваралаштва старају се научна друштва и институције, пре свега Пољска академија уметности са седиштем у Кракову и Научно друштво у Варшави.
Пољска има читав низ богатих музеја (укупно 142) као и многобројне велике библиотеке, како државне тако и приватне.
У Пољској излази 2.349 периодичних часописа; број непериодичних публикација износио је у 1930 год. 12.274 од чега на пољском језику 9.832.
Као што се види, Пољска на пољу просвете не занемарује ниједну грану и стоји у реду најнапреднијих држава.
Паралелно са ширењем просвете чине се у Пољској велики напори на пољу развоја културе, здравља и чистоће, као и на пољу физичког васпитања (спорт, скаутизам итд.).

## Књижевност
Пољска култура се учвршћавала у току векова с развојем књижевности.
Први зачетци пољске литературе датирају од средњевековног времена, али тек доба ренесанса доноси расцвет књижевности у т. зв. јагелонском добу (XVI век). Меду писцима тог времена истиче се на чело велики песник Јан Кохановски, који је до данашњега дана убрајан у највеће пољске песнике.
Са политичким слабљењем Пољске (друга половина XVII и XVIII век) упоредо је ишло и постепено опадање литературе.
Дошла су времена ропства — бол за изгубљеном отаџбином и стремљење пољског народа за слободом дале су нов потхват пољској књижевности, те она у првој половини XIX века достиже свој врхунац.
Три песника из доба романтизма Адам Мицкијевич, Јулиуш Словацки и Зигмунт Красињски, створили су читав низ бесмртних дела, у којима су, у ванредно дивној форми, формулисали пољску народну идеју, саткану из љубави слободе, пожртвованости за њу и дубоког осећања за судбину потлачене домовине, морални препород народа и човечанства уопште. Дела њихова челичила су народни дух и јачала га у борби са физичком надмоћи, па су постала заставом и лозинком пољске стваралачке снаге. Пољски народ храбро се држао у доба невоље, благодарећи у великој мери утицају, којим је на њега деловала велика поезија из доба романтизма.
Неуспеси борба за слободу донели су после 1863 године велике промене у пољској идеологији. Осетила се нужна потреба заштите народности путем напорног свакодневног рада. Огледалом тих промена у литератури био је правац позитивизма, који је тражио напоран рад на економском развоју народа који се мучно борио са завојевачким државама.
Из тог идејног извора, који се током времена ширио, произашли су најбољи пољски писци пред крај XIX столећа и ако их је доста ударило својим посебним путем. Гласник и теорик овог правца беше Александер Швјентоховски, позитивиста по мишљењу и публицистичком деловању, хладан реалиста у новелама и драмама, од којих су последње више идејне конструкције, неголи дела позорнице. У поезији једно од првих места припада Адаму Аснику, песнику пуном суптилности и уметности културе духа.
Прави песник новога пољског живота, који се будио, јесте изврсни писац Болеслав Прус. Позитивизам му је помагао, да разуме социјалне процесе, научио га да гледа у њих, као неуклоњиву нужду. Али тај позитивизам није у њему живио. Прус је пре свега заволео живот, његов напредак и развој и ако је знао и осећао, да ступајући напред каткад крши ствари и врло драге и блиске. Његове савремене приповести (»Лутка« и »Еманципаткиње«) свестрани су и дубоки документи историјске вредности, они су слика пољског нараштаја тог доба с његовим напредним стварањем нове идеологије. Искрен реализам његовог талента, осветљен срдачним осећањем и ведрим хумором приближава га Дикенсу, док се у погледу на богаство створених типова може сравнати с Балзаком.
Другим смером пошао је други велики писац, Хенрик Сјенкјевич, познат по преводима његових дела читавој Европи, поседник Нобелове награде. И он је произашао из позитивизма, али се брзо одбио од савременог живота и потражио својој фантазији хране у витешкој, јуначкој прошлости Пољске. Његове историјске приповести (Огњем и мачем, Потоп, Господин Володyјовски) биле су апотеозом патриотизма и бојне снаге пољског племства у XВII столећу, које се борило на три фронта, да коначно ипак протера из домовине Шведе, Татаре и Козаке. Љубав прошлости и давних јунака, силан реалистички таленат у приказивању епохе те јаких контраста и узбуђујућих догађаја, спретност историјског приказивања, прворазредни стил мајстора епског причања — то су ето главне карактерне црте тих најглавнијих дела Сјенкјевича, којима придолазе још »Крижари« приповест из пољских бојева у XV столећу и »Quо vadis«, дело пуно боја и пластичких слика паганског и хришћанског Рима.
Радничко питање и прилике жидовске масе налазе у то доба такође свој изражај у пољској литератури. Прус посвећује карактеристици пољског сељака приповест под насловом »Placówka«, заоштравање радничког питања наслућује он у »Powrаcaјącеј fali« (Вал што се враћа); Елиза Ожешкова буди у својим приповестима савест племићког сталежа и упозорава га на његове дужности према свима запостављенима. Племенити идеал хуманитаризма и социјалног напретка вежу се у њезиним делима са дубоким осећањима, разумевањем беде нижих слојева и озбиљним књижевничким талентом.
Друга је одлична жена у пољској литератури тог доба Марија Конопницка, неустрашива и смела пропагаторка за право сељачког народа. Она је најлепше жице своје стваралачке снаге посветила том питању, а завршила је своју песничку делатност великом сељачком епопејом под насловом »Господин Балцер у Бризилији«.
Међутим у Пољској одгајио се нов нараштај, који је с мржњом сносио окове, наметнуте уметности и књижевности од социјалних тенденција. Тај нараштај тражио је нове облике и нове изражаје за своје унутрашње доживљаје, захтевајући безобзирну слободу за изнашање истих.
Овај је смер био у вези с модернизмом, који је онда владао у западној Европи. Представником његовим у Пољској постаде Станислав Пжибушевски, драматичар познат и цењен у целој Европи. Преузевши редакцију краковског часописа »Życie« (Живот) направио је из те ревије центар многих смерова у литератури и уметности; сам он пропагирао је у низу дела и чланака лозинку чисте уметности »уметности ради уметности«, ослобођење од сваких тенденција, а упућене да изражава искључиво живот душе. Тим је обогатио пољску литературу типом чистог уметника и разбио многе естетске предрасуде. Снагом и искреношћу својих уверења пошло му је за руком да прикупи око себе све истакнуте младе таленте. Уосталом се његов утицај састојао више у буђењу животних фермента и покрета, неголи у стварању неког изразитог правца у пољској књижевности; али у вези са тим ферментом појавиле су се и учврстиле нове естетске вредности. Сусрећемо их у делима таквих песника као што је Казимјеж Тетмајер, најистакнутији лирик тог доба, Тумачећи силе чувстава у новој, већ савременим жицама провиђеној харфи — виде се оне у животној снази и дубини песника »света што умире« Јана Каспровича, који је у низу сјајних, у погледу оригиналне лирике и сликовитости, химнуса (»Свети Боже« и »Моја вечерња песма«) спојио веровање народа, из којег је никао, са боловима и осећајима модернога човека — надаље виде се оне и код других песника, на челу којих стоји Леополд Стаф, природа више мирна и интелектуална, песник сјајне форме и концентрисаног унутрашњег живота. Из атмосфере »Живота« израстао је и нешто хладни, парнасиски естетик Мириам (Зенон Пжесмyцки), који је у »Химери« коју је издавао неколико година, знатно дигао ниво периодичних часописа у Пољској, како у погледу на значајан избор садржаја, тако и у погледу на спољни оквир. А у раду најмлађих, послератних пољских песника, репрезентирани су сви модерни правци савремене књижевности и у одори и са новим терминима кубизма, експресионизма, футуризма итд, доводе они вечне нагоне стварања до безобзирне слободе, до слободног избора песничког материјала, којим по њима може да буде свака, сасвим обична и брутална реалност.
У стваралачкој снази долазе до речи нови елементи, које нам разоткривају по садржају и форми богат и озбиљан живот душе, индивидуалне проблеме, тражећи за њих што експресивније изразе, пробајући разне начине и путеве. Уз то постоје још и цео велики т. зв. унутрашњи свет и проблем односа душе према њему. Постоје даље, нерешено и болно народно и социјално питање, постоји социјално зло и неправда, постоји свет и живот кроз који пролазимо, а који нас вуче у своје струје, живот, који се прелива у хиљаде боја светла и сенки, живот који у себи крије небо и пакао.
Какав је одношај пољске стваралачке снаге према тим питањима и појавама и како су се оне огледале у књижевности приказује нам савремена драма и приповест пољска.
Од времена највећег пољског песника Мицкијевича нико није тако уздрмао душом пољског народа као Станислав Виспјањски. Садржај његових потресних драма је проблем народног опстанка, (Виспјањски је почео да ствара у последњој деценије 19 века, а умро је г. 1908), генијално осећање и разумевање стања народа, лишеног своје државе, раскомаданог на три дела, слабље отпорног на утицај тмурног живота, опојеног својом прошлоћу, а лишеног могућности континуирања исте у слободном располагању собом; рђа ропства, која гризе душу, узиман трошење сила и народне енергије, бесмислено понављање псевдо-романтичарске фразе, полет за великим делима крај атрофије воље — то су проблеми и питања, који избијају из песничких визија Виспјањског. Стварање његово је један велики вапај народа, окованог ланцима ропства, то је пожуда за унутрашњом и спољном слободом, за ослобођењем од псевдо-романтичке зморе и од очекивања чуда, позив, да се смело загледа у очи тешкој стварности. Управо ватрене слике те пољске реалности сусрећемо у драмама као што су »Wesele« (Свадба) и »Wyzwolenie« (»Ослобођење«) генијални приказ трагедије устанка од 1830. У »Варшавјанки«  Виспјањски створио је оригиналан тип пољске драме, кроз комбинацију елемената старе класичне трагедије са мотивима народне позорнице.
Народни мотиви појављују се у драмским делима и других драматичара (као нпр. код Луцијана Рyдла) а морална комедија, са примесом час оштре час деликатне сатире, која шиба градски морал, има своје најбоље представнике у Јану Аугусту Киселевском (»Карикатура«), Габријели Запољској (»Морал господе Дулске«) и у Владимиру Пежинском (»Лакоумна сестра и »Фрањина срећа«).
Социјално зло у његовим крајним, очајним формама и патње чистих душа, које желе то зло уклонити, сликао је на фрапантан начин у својим приповестима Стефан Жеромски. Тужне визије људског рада, који је благодарећи социјалним приликама постао амом, срамотом и понижењем, тмурне слике греха и злочина, који се радају на ђубришту данашњег живота, испуњавају његове новеле и приповести (Бескућници, Повест греха). А на тој бази алтруистичке и узвишене душе, које не могу на наду среће и радости, док са површине земље не нестане ових подлих потвора. Поједине слике Жеромскових дела мајсторско су осећање социјалних прилика, а стил његов сасвим оригиналан врши знатан уплив на младу генерацију пољских писаца.
Више ведра, је стваралачка снага В. Ст. Реyмонта, другог пољског носиоца Нобелове награде, изврсног сликара спољних обележја реалности, која га окружује, љубитеља буке и брзине модерног живота (Обећана земља) и јаке, здраве, безбрижне атмосфере пољског села (Сељаци).
Атмосфера мушког мира, тишина оптимизма и најплеменитијег идеализма избија из приповести Вацлава Сјерошевског, писца обдареног прворазредним приповедачким талентом, дубоким осећајем за природу и човека који се бори с њом и који у тој борби ствара облике цивилизације и културе. Проборавивши 12 година у земљи Јакута (тамо га је прогнала царска влада ради народно-социјалног деловања) са љубављу приказује слике њихова живота и рада (На границама шума) као и слике пољских изгнаника у Сибиру (Бекство, Повратак), додирујући ту често дубоке и суптилне психолошке проблеме. Као што је Киплинг у енглеску, тако је Сјерошевски у пољску књижевност увео нове људске типове и нову природу.
На сасвим друго поље води нас Wацлаw Берент, на поље надсуптилности духа, нервозе, осетљивости, болесне и жељне необичних надражаја, рафинованог разума, а полаганог нагињања душе и животне енергије. Његова приповетка »Трулеж«, прворазредни докуменат за повест животног декадентизма, написана је са дубоким познавањем ствари и дискретним објективизмом. Умни декадентизам, спољна неискреност и унутрашња лаж, кићење природних инстиката перјем узвишене и празне фразеологије наиђоше на проницљиву и оштру критику у »Палуби« Карола Ижyковског, једног од највећих пољских критичара.
Подземна, деценијама у Пољској водена револуционарна борба са царском владом, нашла је свог песника и аполегету у Андрији Стругу, — његова дела (Из успомена једнога симпатика — Јутро — Приповетка о једном ударцу) откривају у литератури ново и досада непознато поље живота, пуног преданости, идеализма и тихог, безименог јунаштва.
На то исто поље доводе нас повести и драме најбољег женског талента младе генерације — Софије Рyгјер — Налковске. Главни проблем њених дела, тичу се схватања женске психе, свих темеља и врела њених појава и симптома, приказиваних с ретком искреношћу, суптилношћу и смелошћу.
Овај општи и схематички само поглед на пољску литературу новијег доба, у којем је било могуће дати само општу карактеристику праваца и споменути једва најмаркантнија имена, био би непотпун, кад не би на крају споменули човека, који истина не спада у лепу књижевност али који је за њу најјаче осећао, радовао се њеним триумфима, жалостио због њених странпутица, био њеном савешћу. Мислим на филозофа и литерарног критичара Станислава Бжозовског.
Проучивши свестрано филозофију, историју, социјалне науке и светску књижевност, извршио је велико дело освештавања савремене пољске стваралачке снаге, њених темеља, врела, њене вредности и недостатака, циљева и задаћа. Жеља му је била да подигне цео пољски живот, дакле и књижевност, на највише европско ниво. Његове књижевне критике, анализе (најпознатије од свих, сабране у књизи под насловом »Легенда Младе Пољске«) често су праве ревелације, откровења најтајнијих извора стваралачке снаге, оцена исте с високог компаративног гледишта. Бжозовски је заиста био оно, што критичар мора да буде — морална свест своје епохе.
Светски рат одјекнуо је живо у пољској књижевности. Могућност васкрса слободне домовине пробудила је ентузиазам; много је писаца, наравно и седих, ступило у добровољачке легије као нпр. Сјерошевски, Струг и други. Песником тих бојева за ослобођење постао је Јулиуш Каден-Бандровски, који у многим, лепим стилом писаним новелама и повестима овековечио јуначка дела пољских легија и приказао њиховог воду Ј. Пилсудског. Другу страну рата открио је Жеромски у својој последњој приповеци »Цхаритас«, цртајући тамним бојама морално дивљаштво које се родило иза рата. Напокон је Налковска у приповеци »Гроф Емил« дала покушај психолошке студије на основи рата.
У доба политичког ропства, била је пољска литература скоро јединим спољним знаком живота великог пољског народа. Сведочила је она о његовој душевној снази јачала народну свест и вољу за слободом. У ослобођеној отаџбини пољска књижевност врши надаље значајну националну улогу.

## Ликовна уметност и вајарство
Скоро стопедесет година ропства, изазвало је Пољској јак развој ликовне уметности. Пошто су животне снаге Пољске нису могле нормално изразити у неспреченом политичком животу, изразиле су се оне у високом културном развоју.
Од целокупне ликовне уметности највише се у Пољској развило сликарство. Пољаци од природе обдарени су смислом за колористику, чега су доказ сликовите народне ношње и орнаментике. Пољска има неколико стотина сликара; изложбе слика у Варшави, Кракову, Вилну, Познању и Лавову увек су пуне слика на високом нивоу, а на међународним изложбама у Паризу, Венецији и Минхену су увек многобројно заступљени пољски уметници.
Најпознатијим пољским сликаром под конац 19 столећа био је Јан Матејко. Слике његове, већином историјске садржине, у неку су руку сродне са сликама француских и немачких уметника романтичке епохе, али су у изражају много интензивније, живље и силније. Он је безуветно један од најболнијих и најјачих сликара прошлог столећа. Осим тога он, маестро декоративне уметности, снабдео је стару краковску катедралу оригиналним, а ипак са готском архитектуром ванредно складним фрескама.
Два најбоља уметника декоратера Пољске новијег доба су Виспјањски и Мехофер. Витражи фреске и слике Виспјањског имају неку, уосталом далеку сродност, са старим китајским и персијским сликарством, каткада са талијанским прерафаелитима. Он је имао необично развијен осећај за ритам и експресивност цртежа; боју употребљавао је само као мрље, које се међусобно хармонизирају, светлосенке једва да је означивао. Могло би се речи, да су жртовање светла-сенка и моделације мрљама боје карактеристично обележје целог пољског сликарства. Уметност та, негована на Западу, као да је по природи својој склона принципима источне уметности. Врло занимљива је пољска народна уметност бојадисања на стаклу; пољска орнаментика најближа је персијанској уметности. Пољске слике свију смерова могу се увек распознати по тежњи за чистом бојом и јасним оквиривањем мрља.
Мехофер компонује модре, сјајно обрађене витраже и декорације. Гласовити су његови витражи у фрибуршкој катедрали у Швајцарској.
Бројно има у Пољској највише пејзажиста: атавизам сељачког народа вуче их пољима и шумама. Пре неколико година умро је један од најбољих пољских пејзажиста, познат у Паризу и у Америци Јозеф Хелмоњски. Сјајно и пуно живота, мајсторски су сликани његови народни мотиви и коње, но највише је на њега деловао пејзаж. Баш у томе сликању природе он је умео да сасвим примитивним средствима представи сву поезију села и своје домовине, и баш та сугестивност, за коју и не знаш где ју можеш ухватити, сведочи о његовој јачини.
Други, исто већ мртав пејзажиста, Станислаwски ближи је француским импресионистима, али се разликује од њих карактеристичком за Пољаке тежњом за синтетичком мрљом боја. Цела старија генерација пољских пејзажиста стоји у знаку те двојице стваралаца. Ваља још споменути виртуоза акварелисту Фалата, као и уметнике, који су непосредно везани с импресионизмом и постимпресионизмом Панкјевича, Вајса и Пјењковскога, изразите уметнике.
Портрет заступају: данас већ мртви, јаки сликар Станислав Ленц, љубитељ боје, изврстан портретиста Конрад Кжyжаноwски, па Јацек Малчевски, који изражавајући своје симболичке композиције помоћу академског цртања и импресионистичке боје, давао је врло оригиналне, дивне слике.
Најбољи можда у читавој Европи баталиста је Војћех Косак: Слике његове пуне су живота и кретњи; особито добро познаје и слика коње.
Између најмлађих пољских уметника разликује се два правца: један то јака струја кубизма и експресионизма, која долази са Запада, док други то најбољи народни инстинкт, који настоји. да се изрази у једној чисто пољској уметности, одговарајућој правом укусу и потребама земље.
Међу пољским графичарима, којих има приличан број, сусрећемо неколико јако истакнутих. Вичолковски, сјајан акварелиста и пастелиста, ради литографије тако тачно, да се у том може упоредити само с најбољим јапанским цртачима тушем. Скочyлас, узимајући често мотиве из народне уметности, даје дрворезе пуне простоте и патоса, док Панкјевич ради деликатне лепушасте аквафорте.
Вајарство пољско развијало се у врло тешким приликама: оскудица државних наруџбина у време ропства, а онда и запреке стављене иницијативи приватних подузећа објашњавају нам, зашто у Пољској има мало споменика, Меду кипарима истиче се пре свега Едуард Витиг, који компонује лепе хармонизоване, синтетичке радове, Дуниковски, нервозан творац живих и изразитих попрсја а онда Лашчка.

## Статус националних мањина

### Јевреји
Од 1920-их, пољска влада је искључила Јевреје из примања државних банкарских зајмова, запошљавања у јавном сектору и добијања пословних дозвола. Од 1930-их, предузете су мере против јеврејских радњи, јеврејских извозних фирми, као и ограничења на пријем Јевреја у медицинске и правне професије, у пословна удружења и њихов упис на универзитете. Политички покрет Национална демократија често је организовао антијеврејске пословне бојкоте. Након смрти маршала Јозефа Пилсудског 1935. године, покрет је интензивирао своје напоре, што је изазвало насиље у екстремним случајевима у мањим градовима широм земље. Покрет националне демократије је 1937. године донео резолуције да „његов главни циљ и дужност морају бити уклањање Јевреја из свих сфера друштвеног, економског и културног живота у Пољској“. Влада је као одговор на такав документ организовала Камп националног јединства (ОЗОН), који је 1938. преузео контролу над пољским Сејмом и касније израдио антисемитско законодавство слично антијеврејским законима у Немачкој, Мађарској и Румунији. ОЗОН се залагао за масовно исељавање Јевреја из Пољске и друга ограничења права Јевреја. Према Вилијаму В. Хагену, до 1939. године, пре рата, пољским Јеврејима су живели у условима сличним онима у нацистичкој Немачкој.

### Украјинци
Предратна влада је такође ограничавала права људи који су се по националности изјашњавали као Украјинци, припадали источној православној цркви и насељавали источне крајине Друге Пољске Републике. Пољска је одбила да украјинској мањини додели територијалну аутономију. Украјински језик је био ограничен на свим могућим пољима, посебно у државним институцијама, а термин „Русин” је наметнут у покушају да се забрани употреба термина "Украјинац”.
Украјинци су били категорисани као необразовани сељаци другог реда или људи трећег света, и ретко су се насељавали ван региона источне границе због преовлађујуће украјинофобије и наметнутих ограничења. Бројни покушаји обнављања украјинске државе су угушени и употребљавано је свако постојеће насиље или тероризам који је покренула Организација украјинских националиста како би се створио имиџ „бруталног источног дивљака“. После 1935. године пољска политика према Украјинцима померила је фокус са консолидације државе на етничку асимилацију дела украјинског становништва кроз полонизацију и прелазак у римокатолицизам.

## Крај републике
Кад се довољно спремила, готова на све евентуалности, Немачка је од 1936. год. почела своју активистичку политику. У марту 1936. немачка војска је посела демилитаризовану рајнску област; у истом месецу 1938. год. Немци су посели Аустрију. На ред је потом дошла Чехословачка. Предосећајући опасност Чехословачка је, поред ранијег уговора са Француском, још 16. маја 1935. склопила савез са Русијом. Али кад је у септембру 1938. немачка влада енергично захтевала предају Судета њој, у име националне праведности, Чехословачкој је саветовано са свих страна да попусти. Она је то и учинила, да спасе мир Европе и своје остало национално подручје. Хитлер је свечано изјављивао, 12. септембра те године, да Немачка има границе које су "непроменљиве и коначне" и које могу Европи "дати осећање сигурности и мира". Међутим, брзо после тога спремане су друге одлуке. Већ у пролеће идуће године Чехословачка је била раскомадана. Чешку је огласила Немачка као свој протекторат, а Словачкој је дала привидну самосталност, али је узела као своју савезницу и увела у њу своје војничке представнике. За примером Немачке пошла је и Италија, која је велике недеље 1939. год. учинила крај самосталности Албаније.
Ти поступци изазвали су, природно, велико изненађење и огорчење свега слободољубивог света. Европска равнотежа била је померена из основа, а у цео свет је унесен елеменат неповерења, неизвесности и страха пред даљим компликацијама. Немачка и Италија газиле су безобзирно све међународне уговоре, и своје сопствене обавезе, и своје речи, и тражећи нови поредак у свету натурале су своју вољу и своју власт са цинизмом коме је ретко било равна. Одмах после Чехословачке Немачка се јавила са својим захтевима и према Пољској. Енглеска и Француска, да спрече нову насртљивост и према Пољској и према другом државама, понудиле су своје гарантије угроженим земљама Пољској, Румунији, Турској и Грчкој и склопиле су савезе са њима. Немачка и Италија склопиле су 22. маја 1939. и формални савез сматрајући себе као осовину будуће Европе. Спремна на све, и не попуштајући, берлинска влада је остала упорна и нападајући Пољску 1. септембра 1939. изазвала је нови светски рат. Пољска је потом пала под немачку власт.